# Predor Sveti Ilija
Predor Sveti Ilija je cestni predor skozi Biokovo, ki povezuje obalni in celinski del Splitsko-dalmatinske županije.

## Lega in značilnosti
Enocevni predor je dolg 4248 m, ima 7,7 metra široko cestišče in servisno cev z zahodne strani, dolgo 4255,62 metra. Predor se nahaja na državni cesti D76, nekdanji D532. Teče pod gorovjem Biokovo med naseljema Bast v občini Baška Voda (na južni strani) in Rastovac v občini Zagvozd (na severni strani). 
Ime nosi po istoimenskem biokovskem vrhu, pod katerim teče. Predor je četrti najdaljši na Hrvaškem, vendar ima od vseh hrvaških predorov daleč najvišji nadsloj (1336,5 metra; za primerjavo, najvišji nadsloj predora Sveti Rok znaša 580 metrov in predora Karavanke 1120 metrov).
Gradnja predora se je začela 25. marca 2008 s severne strani. Do preboja je prišlo 21. januarja 2010. Pri gradnji sta sodelovali podjetji Hidroelektra niskogradnja iz Zagreba, ki je vrtalo predor s severne strani, ter Konstruktor iz Splita, ki je predor vrtal z južne strani.
Predor je bil odprt 8. julija 2013. Cestnina, ki je od odprtja dalje za osebna vozila znašala 20 kun in se je plačevala na samodejni cestninski postaji na severni strani predora, je bila ukinjena 1. januarja 2018.